# Coronel Racing
Coronel Racing is een initiatief van Tom en Tim Coronel. Het team is opgericht in 2006 en is met name actief binnen de Nederlandse autosport.
In 2006 en 2007 reed het team met twee auto's mee in  de BMW 130i Cup. Men bereikte een 2e en 3e plaats in het eindklassement. 
In 2008 behaalde Coronel McGregor Racing  de eerste en de tweede plaats in deze klasse waarbij coureur Bas Schothorst kampioen werd en Tim Coronel tweede. Het team breidde dat jaar zijn activiteiten uit naar andere klassen. Zo werden twee auto's ingezet in de Formido Swift Cup met als grootste succes een overwinning voor Pieter Schothorst in de laatste race van het seizoen. Ook werd er een BMW ingezet in de Toerwagen Diesel Cup. Coureurs Gaby Uljee en Paulien Zwart reden deze auto naar de derde plaats in de eindstand. 
In 2009 werd Coronel Racing met Swift-coureur Pieter Schothorst kampioen en Jeroen Slaghekke stond als derde ook op het podium.
In 2010 stond Coronel Racing met vier Suzuki's aan de start, gereden door Steijn Schothorst, Glenn Coronel, Jelle Beelen en Bart van Os.
Vanaf seizoen 2011 zal Coronel Racing 2 Radical Sportscars inzetten naast 2 Suzuki Swifts. Rijder Bart van Os werd kampioen in de Swift Cup. De twee Radicals worden bemand door Mark Koster/Bertus Sanders die 2e werden en Marth de Graaf/Tim van Gog die als 4e het seizoen afrondden.  
2012 is een succesvol jaar. Natuurlijk worden de 2 Radicals weer ingezet met als rijders Marth de Graaf en Tim van Gog, die kampioen werd. In de Formido Suzuki Swift Cup reden 4 Coronel-auto's met Jeffrey Rademaker, Tommy van Erp, Alain Mossinkoff en Stefan Beelen. Jeffrey Rademaker zorgde ervoor dat ook in deze klasse het kampioenschap behaald werd.